# 5.5 designers

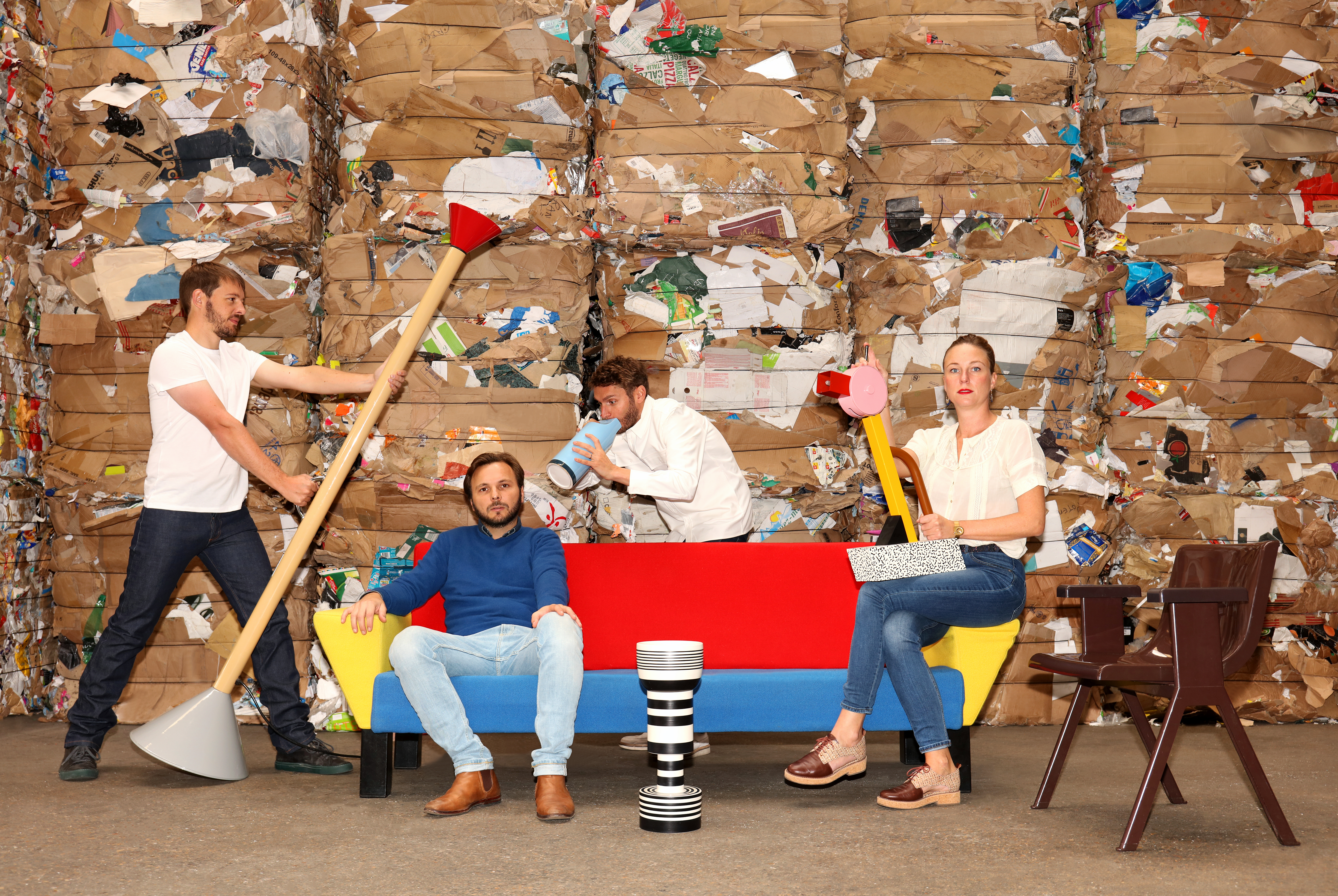
Portrait 5.5 designers, de gauche à droite, Anthony Lebossé, Jean-Sébastien Blanc, Vincent Baranger, Claire Renard - 2017

5.5 designers, rebaptisé 5.5 Designstudio en 2013 puis Studio 5•5 en 2017, est un collectif de designers français fondé en août 2003.

## Biographie
D'abord formé par six personnes autour d'un premier projet fondateur, seulement 4 d'entre eux ont décidé de poursuivre l'aventure et sont toujours en activité: Vincent Baranger, Jean-Sébastien Blanc, Anthony Lebossé, et Claire Renard. Les 4 designers se sont rencontrés durant leurs études à l'École Nationale supérieure d’Arts Appliquée et de Métier d’Art (ENSAAMA) à Paris.
En effet, en août 2003, après l'obtention de leurs diplômes, ils investissent la Galerie de la Salamandre à Nîmes et crée Réanim, un projet dont l'objectif est de donner une seconde vie à des objets cassés ou abandonnés pour proposer une alternative à l'hyperconsommation et à l'obsolescence des objets. Un projet qui a donné naissance à la médecine des objets et qui marque le début de leur carrière dans le monde du design.
L'éditeur Jean Michel Place leur propose de faire un livre Sauvez les Meubles, qui est publié en janvier 2004.
En 2013, à l'occasion de l'anniversaire des dix ans du collectif, il est rebaptisé 5.5 Designstudio et existe toujours aujourd'hui sous le nom de "Studio 5•5",.
Aujourd'hui ils multiplient les collaborations avec des institutions et des marques à travers des projets de conception d'objets, d'espaces, de scénographie et d'identités.

### Vie privée
Vincent Baranger est né le 28 mai 1980 à La Roche-sur-Yon, Jean-Sébastien Blanc est né le 21 octobre 1980 à Nîmes, Anthony Lebossé est né le 14 janvier 1981 à Caen, Claire Renard est née le 12 novembre 1980 à Poissy, ils vivent et travaillent à Paris.

### Décorations
• 2023: Chevalier des Arts et des Lettres.
Vincent Baranger, Jean-Sébastien Blanc, Anthony Lebossé et Claire Renard sont tous les quatre nommés dans l'ordre des Arts et des lettres, par Rima Abdul-Malak, Ministre de la culture, au grade de chevalier par arrêté du 02 novembre 2023.

### Récompenses et distinctions
- 2006 Ils sont lauréats du Grand Prix de la Création de la Ville de Paris[6].
- 2010: Créateur de l'Année Now!  sur proposition de Philippe Starck  - Maison & Objet, Villepinte, France[7]
- 2011-2020: 6 Pentawards
- 2013: Médaille du Ministère du Redressement productif
- 2 Red Dot Design Awards
- 2014: Grand prix de l'innovation INPI - Tectonique 5•5 pour Oberflex[8]
- 3 étoiles de l'Observeur du Design décerné par l'APCI[9]

### Acquisitions
Le Centre Pompidou a fait l'acquisition d'une Chaise Réanim, une lampe et porte-revue "Cuisine d'objets", et des clés USB LaCie, IamaKey, ItstaKey, WhizKey et CooKey.
Le Centre Pompidou commande ensuite à 5.5 designers la création sa la nouvelle Libraire des expositions en 2021 avec la RMN-GP.
Le Musée d'Art Moderne et Contemporain de Saint Étienne  a fait l'acquisition des objets du projet "Save a Product for 1€"
Acquisition par le Cnap - Centre National des Arts Plastiques: projet Réanim, Les objets ordinaires, collection Cloning, Tasses du projet Ouvrier Designers, Papier peints, projet Save a product, Clef USB, Collection Clean, Clefs USB, projet Cuisine d'objets, liste complète dans la note.

### Expositions
| Année     | Exposition unique & collective |
| --------- | --- |
| 2003      | Réanim (avec le Secours Populaire Français), Galerie de la Salamandre à Nîmes, France. |
| 2004      | Réanim, la médecine des objets, Salon du meuble de Paris, France. |
| 2005      | Hôpital des objets, Galerie Peyroulet et Cie, France. |
| 2006      | - Réhab, l'hôpital des objets, Galerie Cite, New-York, US - Ouvriers \| designers, Biennale de céramique de Chateauroux, puis Superstudio Più, Salone del mobile, Milan, Italie. - Ressusciter, l'hôpital des objets, ouvriers \| designers, les vices de la déco - Commissaires, Montréal, Canada. - Ouvriers \| designers, Manufacture Bernardaud de Limoges, France. |
| 2008      | - Clean, Galleria Luisa delle Piane, Milan, Italie. - Le design français aujourd'hui, Réanim et Cloning - SOMA (en) (Séoul Olympic Museum of Arts), Corée du Sud - Cloning, Zona Tortona, Milan, Italie - "Save a product for 1€", Puces du design, Paris, France - This side up - Palau de la Musica y congressos, Valencia, Espagne - New french designers, 5.5 designers chez Droog, Amsterdam, Pays-Bas - Grands Prix de la création de la Ville de Paris 2006, Ateliers de Paris, France - 79 m2 de 5.5 designers, Magazyn Praga, Varsovie, Pologne |
| 2009      | - Joyeux Anniversaire 5.5, rétrospective au Centre culturel français de Milan, Italie - Ouvriers \| Designers dans "Object Factory, the Art of Industrial Ceramics", MAD, New York, États-Unis - Save a product for 1€, Centre culturel français de Milan, Italie |
| 2010      | Cuisine d'objets, Galleria Luisa Delle Piane, Milan, Italie |
| 2011      | Matières à Chaud, Galleria Luisa Delle Piane, Italie |
| 2011-2014 | Centre Pompidou, présentation des collections permanentes, chaise soignée "Réanim" et clefs USB Iamakey et Cookey. |
| 2017      | Design à la plage, collection d'objets pour la ville de La Grande Motte |
| 2022      | Un inventaire à la 5•5, Église des Trinitaires, Arles |
| 2023      | Exposition Seconde Nature, Hotel des Arts de Toulon TLM - VIlla Noailles - CNAP, Centre Pompidou, Mobilier National. Lieu-Ness, Habiter un endroit, Centre Pompidou Malaga, Espagne. |

## Réalisations marquantes

### Objet
- Béquille, Kit de greffe, Kit de Suture et prothèse d'assise, Réanim, la médecine des objets - 2004
- Portecintre, Lampe Branchée - Les objets ordinaires - Editions La Corbeille - 2004
- Projet Ouvriers Designers pour la fondation d'entreprise Bernardaud - 2005
- Verres, carafes et vases - collection Apparat pour Baccarat - 2008
- Collection Clean - Enkidoo - 2008
- Panneaux acoustiques Obersound 5•5 pour Oberflex - 2008
- Save a Product for 1€ - projet manifeste - 2008
- Collection Cloning - projet manifeste - 2008
- Clefs Usb, La Cie Iamakey - 2009
- Cuisine d'objets - projet Manifeste - 2009
- Collections 3 Set pour Rolland- Garros - 2009[23]
- Iceberg - buche de Noël pour Haagen-Dazs[24]
- Seau Ice Lounge pour Veuve Clicquot - 2011
- Electroménager pour Moulinex - 2011-2014
- Tasses & accessoires Pixie - Nespresso - 2011
- Médaille du Marathon de Paris - Schneider Electric - 2014
- La Ricaravane - Mobilier - Ricard - 2017
- Copie Originale - projet manifeste - 2017
- Panier a verre et Broc pour Ricard - 2017-2018
- Tabou-ret - Office National des Forêts - 2021

### Espace & Architecture
- Aires de pique- nique - Centre d'art La Cuisine - Nègrepelisse - 2007
- Atelier Takett - Tarkett - Paris - 2017[25]
- Vitrines du Pavillon France - Exposition Universelle 2020 - Dubaï 2021[26]
- Signalétique de Distanciation - Ville de Paris - 2020[27]
- "Ready Made" - Librairie des expositions du Centre Pompidou - 2021[28]
- Réseau de concessions - Dacia - 2023[29]
- La Manufacture - Boutique éphémère de l'Élysée - 2023
- Station de Tramway "Comédie" - place de la Comédie - Ville de Montpellier - 2023[30]
- Membre de l'équipe de maitrise d'œuvre des espaces publics du Village Olympique[31]  - Paris 2024
- 101e clocher pour le Millénaire de la Ville de Caen[32]

### Scénographie d'expositions publiques
- Tête à tête - Centre Pompidou[33] - 2006
- Vous Voulez Rire ? - Commissariat Benjamin Girard - Biennale internationale de design de Saint-Etienne[34] - 2013
- Sous les pavés le design[35] - Lieu du Design - Paris - 2012
- Motion Factory[36] -  Commissariat Yves Geleyn - La Gaité Lyrique - Paris - 2014
- Puces du Design[37] - Paris - 2016-2017
- So French - Atelier Renault - Paris - 2014
- SingaLITique - Nuit Blanche - Paris - 2018
- Causes toujours, du hashtag à la rue[38], Maif Social Club - Paris - 2019
- 100 RIRES - La fabrique de la Vache qui Rit[39] pour les 100 ans de la marque - Maison de la Vache qui Rit[40] - Lons-le-Saunier - 2021
- NOUS...LE CLIMAT - commissariat Agence TER - Biennale d'architecture et de paysage de Versailles - Potager du roi - 2025[41]